# Râpa, Bihor

Râpa este un sat în comuna Tinca din județul Bihor, Crișana, România. Atestat documentar pentru prima oară în anul 1692, sub numele de Répa hodos. Râpa, Bihor :Localitarea apare pentru prima oara atestata documentar relativ tarziu, la 1692, sub forma de "Repa Hodos" dar apoi ea este mentionata constant sub forma " Rippa ", adica Rapa. Numele provine din limba latina unde ripa inseamna tarm inalt, coasta, rapa. In 1913 cand austro-ungari au maghiarizat toate numele satelor din Bihor, a fost schimbat si numele satului Rapa in ( Korosmart ). In ciuda faptului ca este atestata tarziu, localitatea dispune de numeroase marturii arheologice care indica o straveche locuire pe aceasta vatra. Sapaturile efectuate istoricul si arheologul Sever Dumitreascu in 1970 in punctul "DEALUL MORII" au dus la descoperirea unei asezari neolitice ( epoca noua a pietrei ), cu un bogat material ceramic. La locul "Sub Padure" sau "Campul de sus" ( in dreapta soselei Rapa-Tinca) , a fost cercetata o asezare neolitica Cris, dezvaluindu-se un bordei cu ceramica caracteristica, unelte si o figurina feminina din lut ars! In acelasi loc a mai fost cercetata o locuinta prefeudala datand din secolele VII - VIII d. Hr. Pe dealul "Burzau" a aparut intamplator un mormant "hallstattian" de incineratie. Intr-un loc necunoscut din hotarul Rapei s-au descoperit, in conditii necunoscute, doi denari romani republicani. Pe "Dealul Morii" sau ( al morilor), terasa a "Crisului Negru" din stanga soselei Rapa - Tinca, s-au efectuat cercetari arheologice descoperindu-se mai multe nivele cultural-istorice: ceramica din epoca de trecere de la folosirea exclusiva a pietrei la utilizarea primelor metale. S-a gasit ceramica de la sfarsitul epocii bronzului, o locuinta " hallstattiana ", cu multa ceramica, unelte, figurine de animale din lut ars si o figurina cu forma umana de tip " illyric ",atestand legaturi cu lumea sudica. S-au dezvaluit, de asemenea, patru locuinte de epoca romana si post-romana (sec:III - IV d.Hr), cu ceramica ( mari chiupuri ornamentale cu benzi de linii in val ), unelte, ustensile, podoabe apartinand dacilor liberi de epoca romana si eventual unor grupuri de populatii aparute aici ulterior. Tot aici apar cioburi prefeudale (sec:VII - VIII d.Hr) si feudale timpurii(SAPATURI ARHEOLOGICE RAPA-TINCA 1974). Potrivit informatiilor oferite de S. Dumitrascu, pe " Dealul Morii ", s-au gasit resturi de ceramica feudala, din sec XIV-XV, ceea ce ne confirma existenta aici a unui sat sau catun. Asezarea sa in imediata vecinatate a Crisului si a drumului de uscat de-a lungul lui, a facut ca zona sa fie pustiita in repetate randuri si probabil satul s-a risipit de mai multe ori. Pe dealul "Burzau" se afla un cimitir de secol al XVI-lea sau XVII-lea, langa o biserica disparuta, se pare o constructie de zid, sau cu fundatie de zid. In anul 1970 a fost sapat un mormant datat cu moneda gasita aici: 1551. Nu mai avem apoi stiri pana in anul 1785 cand este mentionata Rippa care trebuia sa dea un numar de 360 de paini pentru hrana trupurilor austriece dislocate la Salonta (Gh.Gorun, Rascoala lui Horia in comitatul Bihor ). Cele mai vechi stiri despre populatia satului le avem din anul 1842, cand o statistica intocmita de Episcopia Romano-Catolica de Oradea, mentioneaza la Rapa un numar de 348 de ortodocsi si 2 greco-catolici. In sat se precizeaza ca exista Biserica Ortodoxa 1842. Populatia a evoluat apoi astfel :anul 1869 - 936 locuitori; anul 1880 - 794 locuitori; anul 1890 - 896 locuitori; anul 1900 - 891 locuitori. Pentru ani :1900 respectiv 1910, cifrele sunt ceva mai complicate ! Anul 1900 _ populatia totala 891 si in anul 1910 populatia totala de 908. In anul 1900 populatia pe sexe :Barbati 466 si Femei 425. Suprafata localitati Rapa Bihor 2.645 iugare. cad. numarul caselor 195 in anul 1900 si in 1910, se afla 207 case ! - Dupa limba materna :romani 869, unguri 21, germani 1, dupa religie: Ortodocsi 871, Romano-Catolici 4, Reformati 9, Izraeliti 7 , dupa constructiile caselor, peretii erau din: piatra sau caramida 5, piatra si pamant 3, chirpici sau pamant 23 in anul 1900 si 74 in anul 1910, lemn 167 in anul 1900 si 128 in anul 1910. Acoperisul caselor: anul 1900, tigla 113, sindrila 8, trestie sau paie 74 si in anul 1910, tigla 196, sindrila 2, trestie sau paie 9. Astfel, la sfarsitul lunii august 1898, episcopul Vasile Mangra, ortodox, cunoscut pentru " agitatiile " pe care le facea in favoarea drepturilor romanilor din imperiul austro-ungar, a vizitat timp de doua zile satele Rapa si Dumbrava (Mociar) si Suplacul de Tinca, dupa cum aflam dintr-o scrisoare a prim-preotului plasei Tinca, adresata ministrului de interne al Ungurilor de atunci. Preotul Gavril Hasasiu din Rapa s-a implica in viata politica dupa Marea Adunare Nationala de la Alba Iulia ( 1 decembrie 1918), care a hotarat unirea Transilvaniei cu Romania. Infruntand teroarea trupelor secuiesti stationate in Bihor, menite sa stea in calea trupelor romane, el s-a ascuns prin paduri, a organizat grupe de aparatori inarmati care sa protejeze satele din zona. In ajunul Pastelor, in Sambata Mare, el a sosit la Tinca unde a oficiat a doua zi Liturghia, in fata unei mari multimi de oameni adunati de pretutindeni. In ( 20 aprilie 1919 ). Peste doua zile ,armatele romane au intrat Rapa si in Tinca. In sfarsit, o ultima statistica privitoare la populatia, care ne-a stat la dispozitie este cea din 1930. Iata datele cuprinse in ea. Total populatie 1.033 din care ortodocsi; 822, romano-catolici 11, reformati 3, baptisti 171, alte religii 21 si dupa neam si limba materna : romani 1.024, maghiari 8, rusi 1. acesta este o parte din istoria satului Rapa Bihor.